# Tarot (carte)
Pour les articles homonymes, voir Tarot (homonymie).

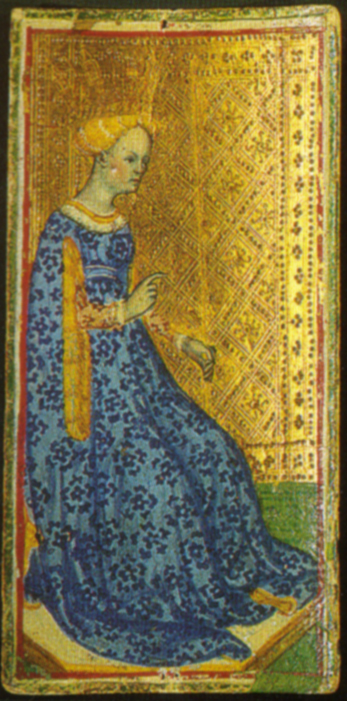
La reine des bâtons du pont Visconti-Sforza. Attribué à Bonifacio Bembo (XVe siècle).

Le tarot (/taʁo/, d'abord connu sous le nom trionfi et plus tard comme tarots ou Tarock) est un jeu de cartes à jouer utilisé à partir du milieu du XVe siècle dans diverses parties de l'Europe comme le jeu italien tarocchini, le tarot français et le Königrufen autrichien, dont beaucoup sont encore joués aujourd'hui. À la fin du XVIIIe siècle, certains jeux de tarot ont commencé à être utilisés pour faire de la divination via la lecture de cartes de tarot et de cartomancie conduisant à des jeux personnalisés développés à des fins occultes.
Comme les cartes à jouer courantes, le tarot a quatre enseignes qui varient selon les régions: les enseignes françaises en Europe du Nord et les enseignes latines en Europe du Sud. Chaque couleur a 14 cartes, dix cartes à points numérotées de un (ou as) à dix et quatre cartes figures (roi, reine, chevalier et valet). En outre, le tarot a un atout composé de 21 cartes et une seule carte connue sous le nom de Fou. Selon le jeu, le fou peut jouer le rôle d'atout supérieur ou peut être utilisé pour éviter de jouer une autre carte. Ces cartes de tarot sont encore utilisées dans une grande partie de l'Europe pour jouer à des jeux de cartes conventionnels sans associations occultes.
Parmi les pays anglophones où ces jeux ne sont pas joués fréquemment, les cartes de tarot sont utilisées principalement comme une nouveauté et à des fins de divination, en utilisant généralement des jeux spécialement conçus. Certains amateurs d'occultisme font des liens avec l'Égypte ancienne, la Kabbale, le Tantra indien, le I Ching, entre autres, bien qu'aucune preuve documentée de ces origines ou de l'utilisation du tarot pour la divination avant le XVIIIe siècle n'ait été démontrée à un niveau universitaire,.

## Étymologie

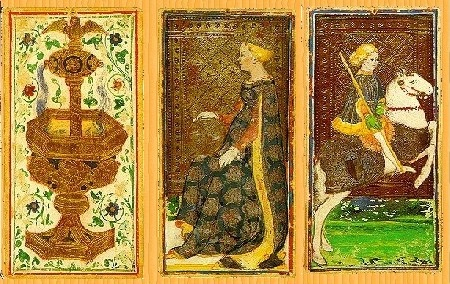
Trois cartes d'un jeu de tarot Visconti-Sforza. Comprenant: As de coupe, Dame de denier et le chevalier de bâton.

Le mot français tarot et le mot allemand Tarock dérivent tous deux de l’italien tarocco (pluriel tarocchi), dont l'origine est incertaine, mais que le Französisches Etymologisches Wörterbuch propose de rattacher à la racine tara (français « tare »), venue de l’arabe ṭarḥ « jeter, rejeter, déduire », « probabl. dérivé de tara “déduction”, parce que dans ce jeu le joueur doit, dans certaines circonstances, mettre de côté une carte ». De fait, comme tout joueur de tarot le sait, ce n’est pas « dans certaines circonstances » que l’on écarte mais systématiquement, et on ne « met pas de côté une carte » mais plusieurs (de deux à six, selon les variantes et le nombre de joueurs), ce qui semble consolider l’étymologie avancée par Walther von Wartburg.
Également, il est à noter que dans la structure même du jeu, le tout est de savoir quelle carte *ne pas utiliser*, plutôt que quelle carte utiliser, le jeu du président par exemple demande avant tout d'avoir le meilleur jugement pour se débarrasser de ses cartes de manière opérative, tandis qu'une partie de tarot fonctionne avant tout sur la crainte de donner une carte forte qui pourrait être prise et l'astuce de donner une mauvaise en pensant au pire. Distinction sans doute émotive avant d'être purement logique, comme le sont parfois les étymologies anciennes.
Au XVe siècle, en Italie, le jeu était connu exclusivement sous le nom de trionfi (« triomphes »). Le nouveau nom est apparu à Brescia vers 1502 sous la forme tarocho. Au XVe siècle, parallèlement, un nouveau jeu de cartes, joué avec des cartes ordinaires mais partageant un nom très similaire, trionfo, devient rapidement populaire dans toute l'Europe. En France, le jeu est nommé triomphe (au féminin) ; en allemand, il devient Trumpf, en espagnol triunfo, en anglais trump, tous termes qui désignaient un jeu de cartes mais n'ont plus aujourd'hui que le sens d’« atout » (sauf en français et en italien où ce mot a perdu ce sens).

## Histoire

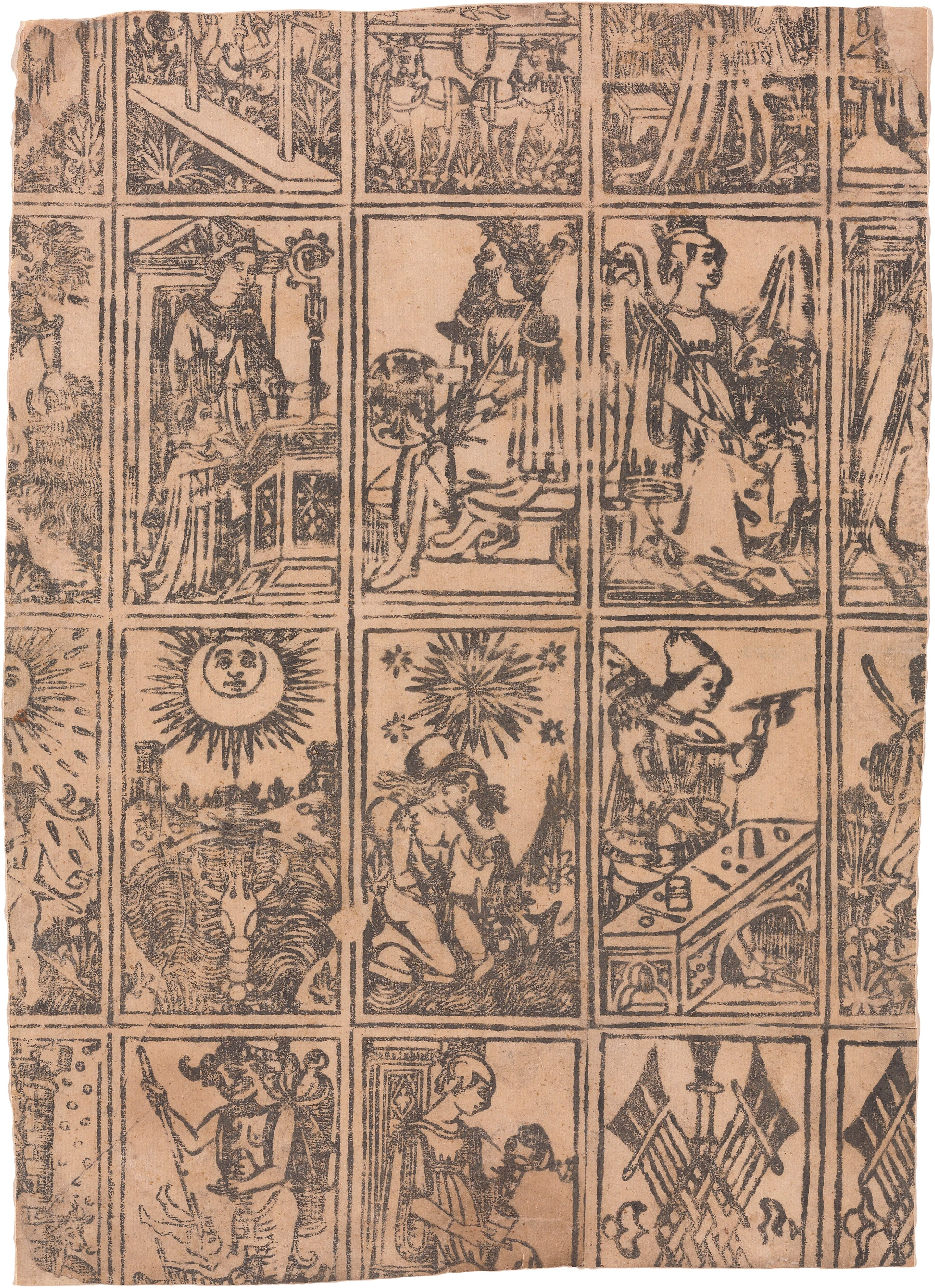
Tarocchi milanais, v. 1500.

On pense que les cartes à jouer sont arrivées pour la première fois en Europe vers le milieu du XIVe siècle, provenant du Sultanat mamelouk. Ces premières cartes avaient pour enseignes des bâtons, des deniers, des épées et des coupes. Ces enseignes sont toujours utilisées dans les jeux de cartes traditionnels italiens et espagnols.
Les premiers jeu de tarot documentés ont été enregistrés entre 1440 et 1450 à Milan, Ferrare, Florence et Bologne lorsque des atouts supplémentaires avec des illustrations allégoriques ont été ajoutés au jeu commun de quatre enseignes. Ces nouvelles lames s'appelaient carte da trionfi, cartes de triomphe, et les cartes supplémentaires appelées simplement trionfi, qui sont devenues des « atouts » en anglais. La première documentation de trionfi se trouve dans une déclaration écrite dans les archives judiciaires de Florence, en 1440, concernant l'attribution de deux jeux à Sigismondo Pandolfo Malatesta,.
Les cartes de tarot les plus anciennes qui subsistent sont les quelque 15 jeux de tarot Visconti-Sforza peints au milieu du XVe siècle pour les dirigeants du duché de Milan. Un jeu de tarot perdu a été commandé par le duc Filippo Maria Visconti et décrit par Martiano da Tortona probablement entre 1418 et 1425, car le peintre qu'il mentionne, Michelino da Besozzo, est revenu à Milan en 1418, tandis que Martiano lui-même est décédé en 1425. Il a décrit un jeu de 60 cartes avec 16 cartes ayant des images des dieux romains et des costumes représentant quatre types d'oiseaux. Les 16 cartes étaient considérées comme des « atouts » puisqu'en 1449 Jacopo Antonio Marcello a rappelé que le duc aujourd'hui décédé avait inventé un genre novum quoddam et exquisitum triumphorum, ou « un nouveau genre exquis de triomphes ». Les premiers jeux qui présentaient également des motifs classiques incluent les jeux Sola-Busca et Boiardo-Viti des années 1490.
À Florence, un jeu élargi appelé Minchiate a été utilisé. Ce jeu de 97 cartes comprend des symboles astrologiques et les quatre éléments, ainsi que des motifs de tarot traditionnels.
Bien qu'un prédicateur dominicain se soit opposé au mal inhérent aux cartes (principalement en raison de leur utilisation dans les jeux de hasard) dans un sermon au XVe siècle aucune condamnation de routine du tarot n'a été trouvée au début de son histoire.
Comme les cartes de tarot les plus anciennes ont été peintes à la main, on pense que le nombre de jeux produits était faible. Ce n'est qu'après l'invention de l'imprimerie que la production en série de cartes est devenue possible. L'expansion du tarot en dehors de l'Italie, d'abord en France et en Suisse, s'est produite pendant les guerres d'Italie. Le modèle de tarot le plus important utilisé dans ces deux pays était le Tarot de Marseille d'origine milanaise.

## Jeux de Tarot

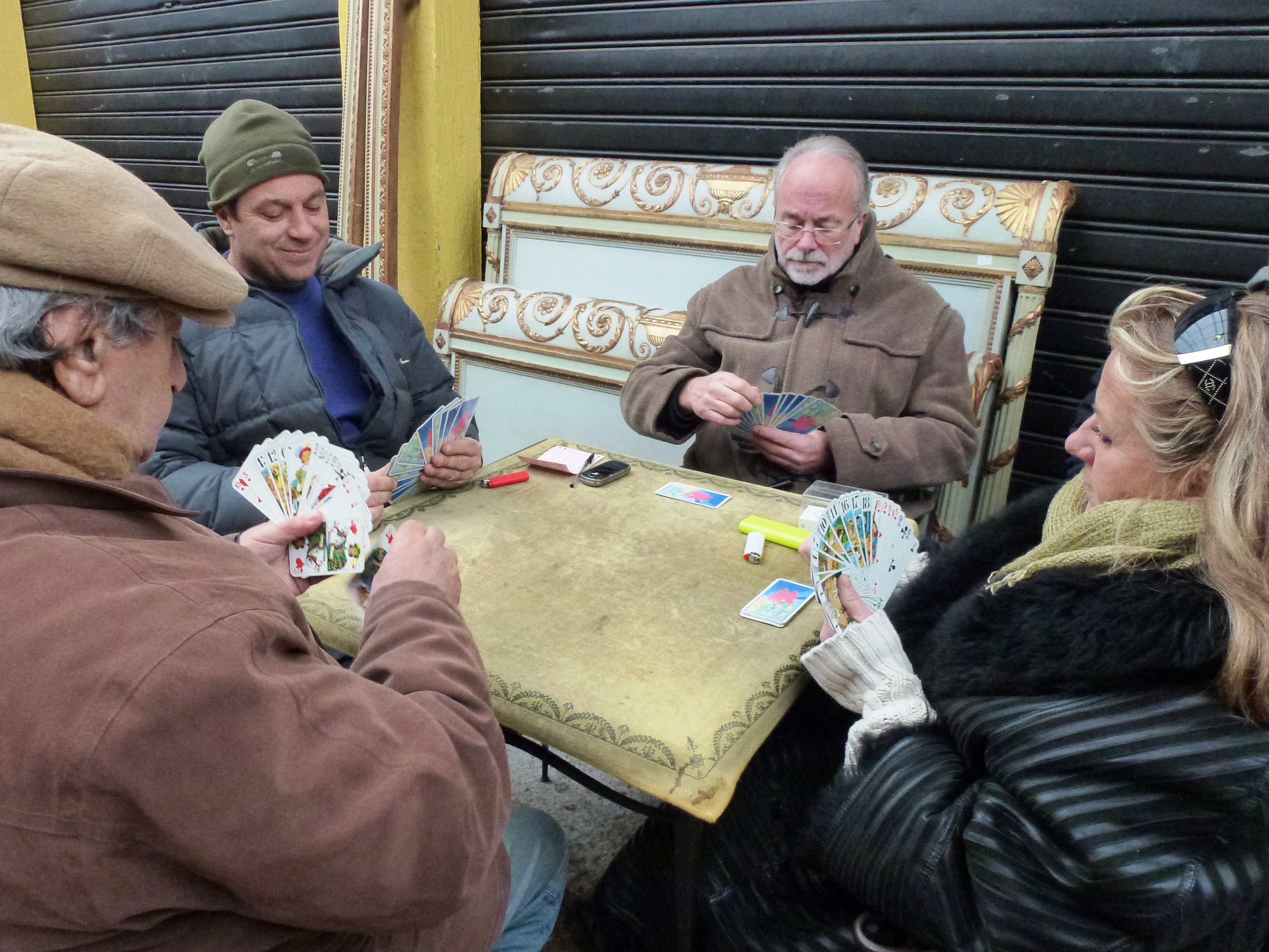
Un jeu de tarot français en session

L'objectif initial des cartes de tarot était de se divertir avec des jeux. Une explication très sommaire des règles pour un jeu comme le tarot est donnée dans un manuscrit de Martiano da Tortona avant 1425. De vagues descriptions du jeu ou de la terminologie suivent durant les deux siècles suivants jusqu'à la première description complète connue des règles d'une variante française en 1637. Le jeu du tarot a de nombreuses variantes régionales. Celui de Tarocchini a survécu à Bologne et il y en a encore d'autres jouées au Piémont et en Sicile, mais en Italie le jeu est généralement moins populaire qu'ailleurs.
Le XVIIIe siècle a vu le plus grand renouveau du tarot, au cours duquel il est devenu l'un des jeux de cartes les plus populaires d'Europe, joué partout sauf en Irlande, en Grande - Bretagne, dans la péninsule ibérique et dans les Balkans ottomans. Le tarot français a connu un renouveau au début des années 1970 et la France a la plus grande communauté de joueurs de tarot. Les jeux de tarot régionaux - souvent connus sous le nom de tarock, tarok ou tarokk sont largement pratiqués en Europe centrale à l'intérieur des frontières de l'ancien empire austro-hongrois.

### Tarots à enseignes italiennes

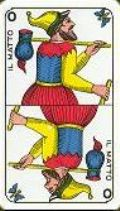
Tarocco Piemontese : la carte du fou.

Il s'agit de la plus ancienne forme de jeu de tarot, conçue pour la première fois au XVe siècle dans le nord de l'Italie. Les jeux de tarot dits occultistes sont basés sur des jeux de ce type, trois de cette catégorie sont encore utilisés pour jouer à certains jeux : 
- Le Tarocco Piemontese se compose des quatre enseignes d'épées, de bâtons, de coupes et de deniers, chacune avec un roi, une reine, un cavalier et un valet, suivies des cartes de point pour un total de 78 cartes. L'atout 20 surclasse le 21 dans la plupart des jeux et le fou est numéroté 0 bien qu'il ne soit pas un atout.
- Le Tarot Suisse 1JJ est similaire, mais il remplace le Pape par Jupiter, la Papesse par Junon et l'Ange par le Jugement. Les atouts sont classés par ordre numérique et la Tour est connue comme la Maison de Dieu. Les cartes ne sont pas réversibles comme le Tarocco Piemontese.
- Le Tarocco Bolognese omet les cartes numériques deux à cinq de même couleur, le laissant avec 62 cartes, et a des atouts quelque peu différents, qui ne sont pas tous numérotés et dont quatre sont de rang égal. Il a une conception graphique différente des deux ci-dessus car il n'est pas dérivé du Tarot de Marseille.

### Tarots à enseignes «italo-portugaises»
Le Tarocco Siciliano (tarot sicilien) est le seul jeu à utiliser le soi-disant système d’enseignes « italo-portugaises ». Certains atouts sont différents, comme l'atout le plus petit, Miseria (dénuement). Il omet les deux et trois de deniers, et les cartes de points un à quatre dans les bâtons, les épées et les coupes: il y a donc 64 cartes, mais l'as de denier n'est pas utilisé, étant le porteur de l'ancienne taxe sur les cartes. Les cartes sont assez petites et non réversibles.

### Tarots à enseignes françaises
Les illustrations des atouts du tarot à enseignes françaises s'écartent considérablement de la conception ancienne à l'italienne, abandonnant les motifs allégoriques de la Renaissance. À l'exception des jeux nouveaux, les cartes de tarot à enseignes françaises sont presque exclusivement utilisées pour les jeux de cartes. La première génération de tarots à enseignes françaises dépeignait des scènes d'animaux sur les atouts et sont donc appelés en allemand « Tiertarock » (Tier étant l'allemand pour « animal »), en français tarot animalier. Ces tarots sont apparus vers 1740/45, en Alsace ou dans le sud de l'Allemagne. Après 1800, une plus grande variété de jeux a été produite, principalement avec des scènes de genre, des uniformes ou des vues de villes. Les tarots à enseignes françaises actuels se présentent comme suit: 
- Le tarot « Industrie und Glück » (Industrie et Chance) d’Autriche et d’Europe centrale utilise des chiffres romains pour les atouts. Il est vendu avec 54 cartes; les enseignes rouges de 5 à 10 et les enseignes noires de 1 à 6 sont supprimés.
- Le tarot animalier Adler-Cego est utilisé dans la Forêt-Noire, et dispose de 54 cartes organisées de la même manière que le tarot Industrie und Glück. Ses atouts utilisent des chiffres arabes centrés.
- Le Tarot Nouveau a 78 cartes et est couramment joué en France et est parfois utilisé pour jouer au Cego. Les chiffres arabes sont positionnés en index dans les angles.

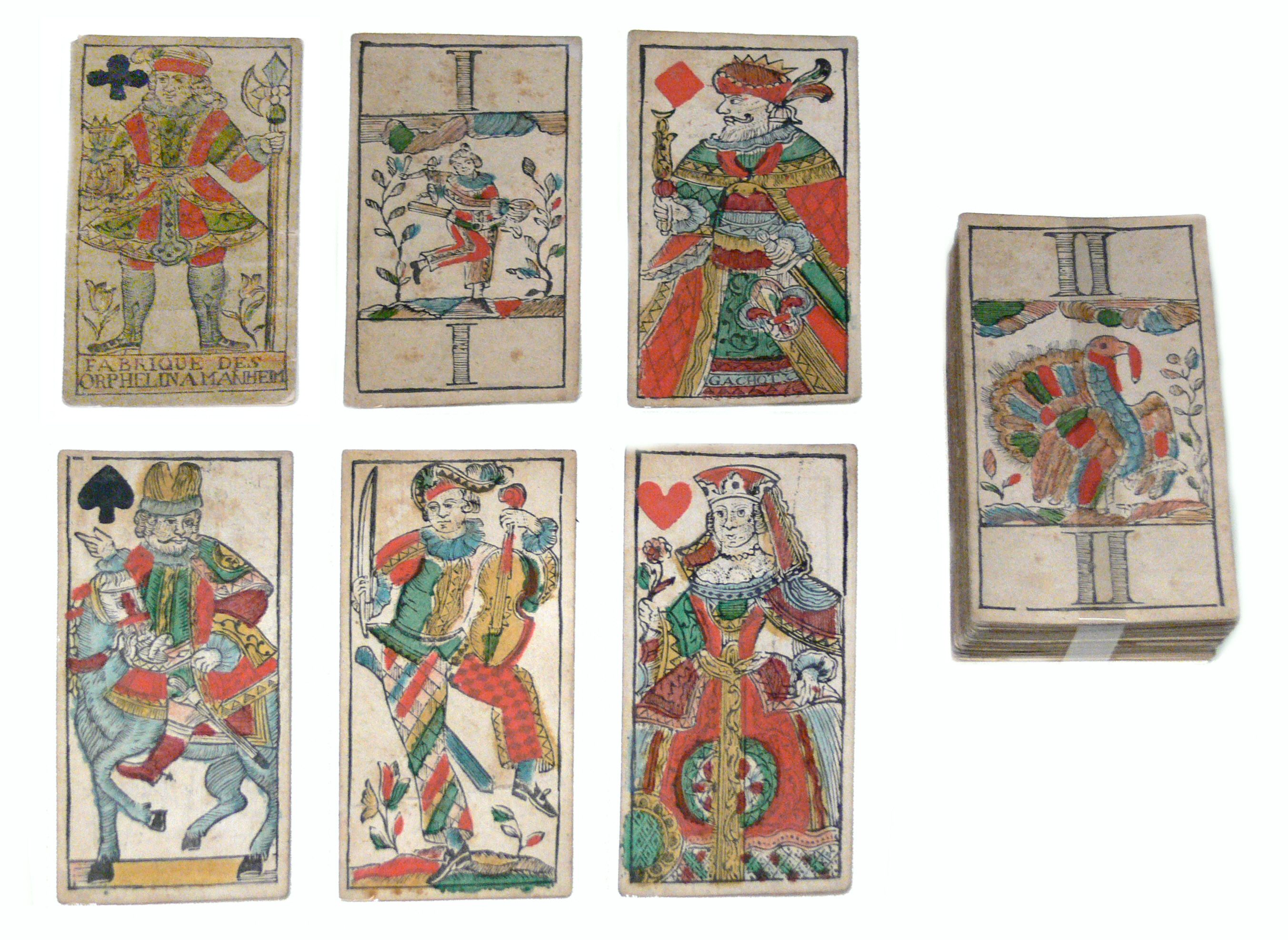
Exemple de Tiertarock du XVIIIe siècle.
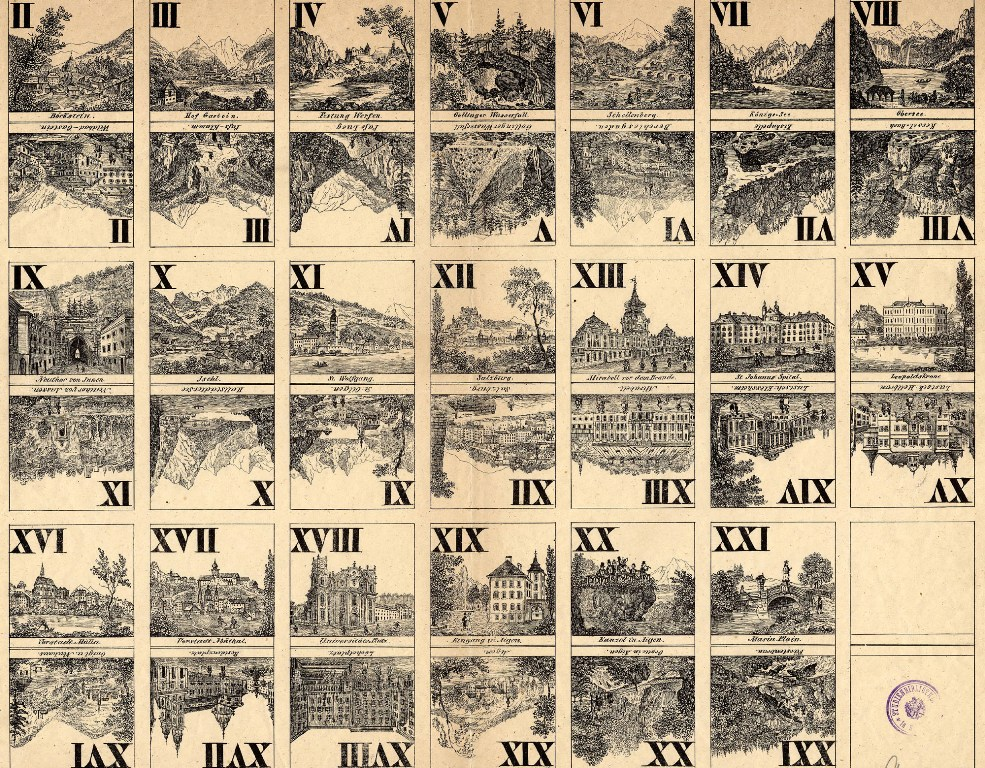
Les atouts avec vues de Salzbourg, vers 1840.
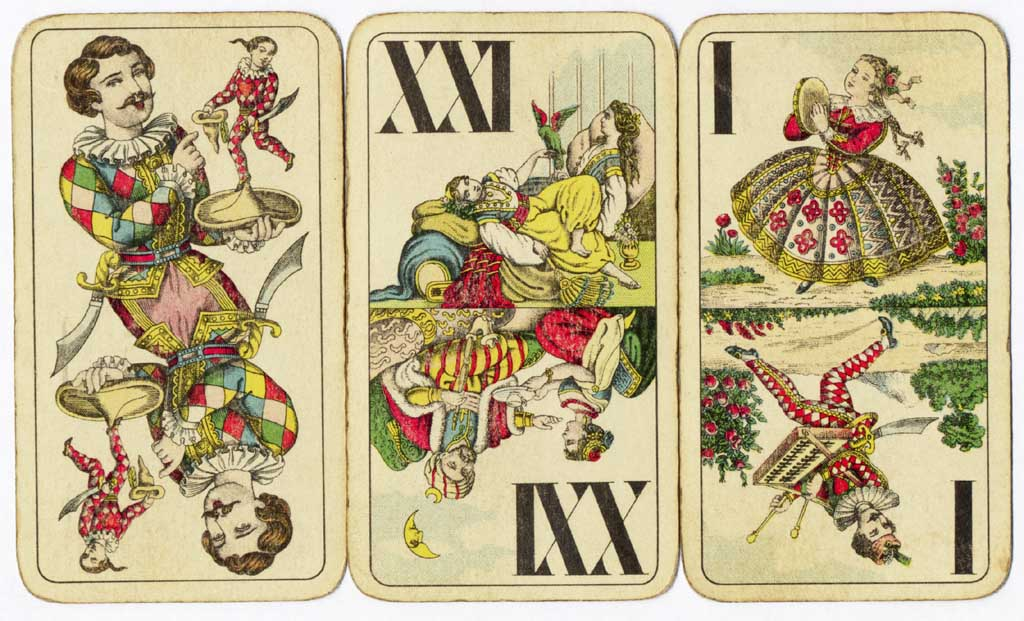
Les trois « bouts » d’un tarot Industrie und Glück.
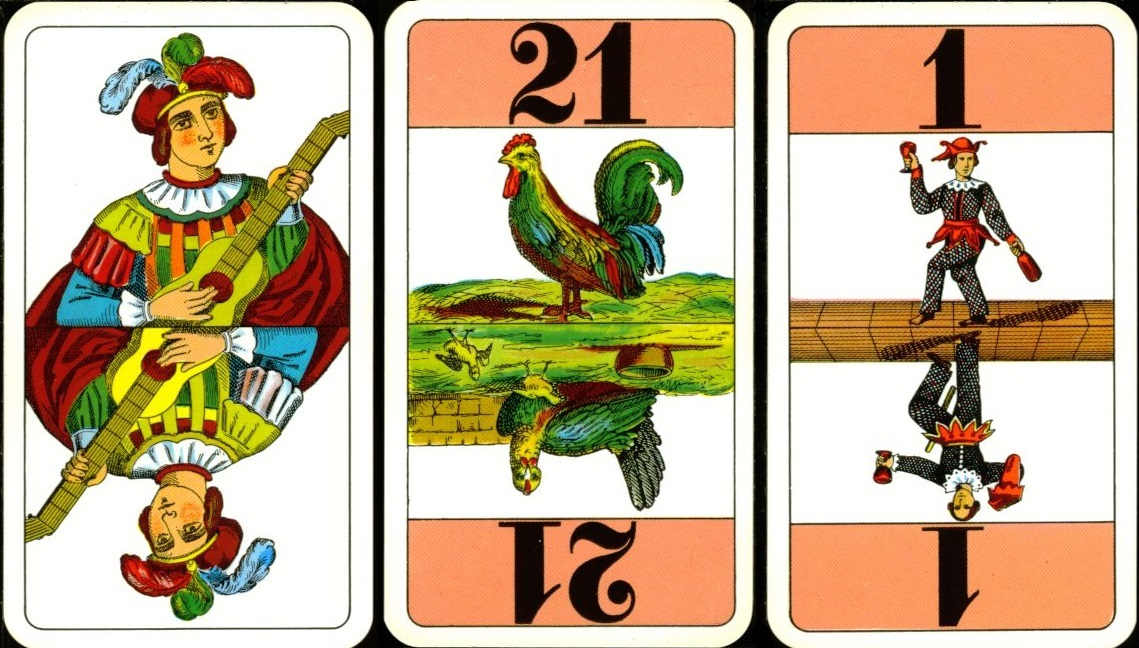
Les trois « bouts » d’un Cego.
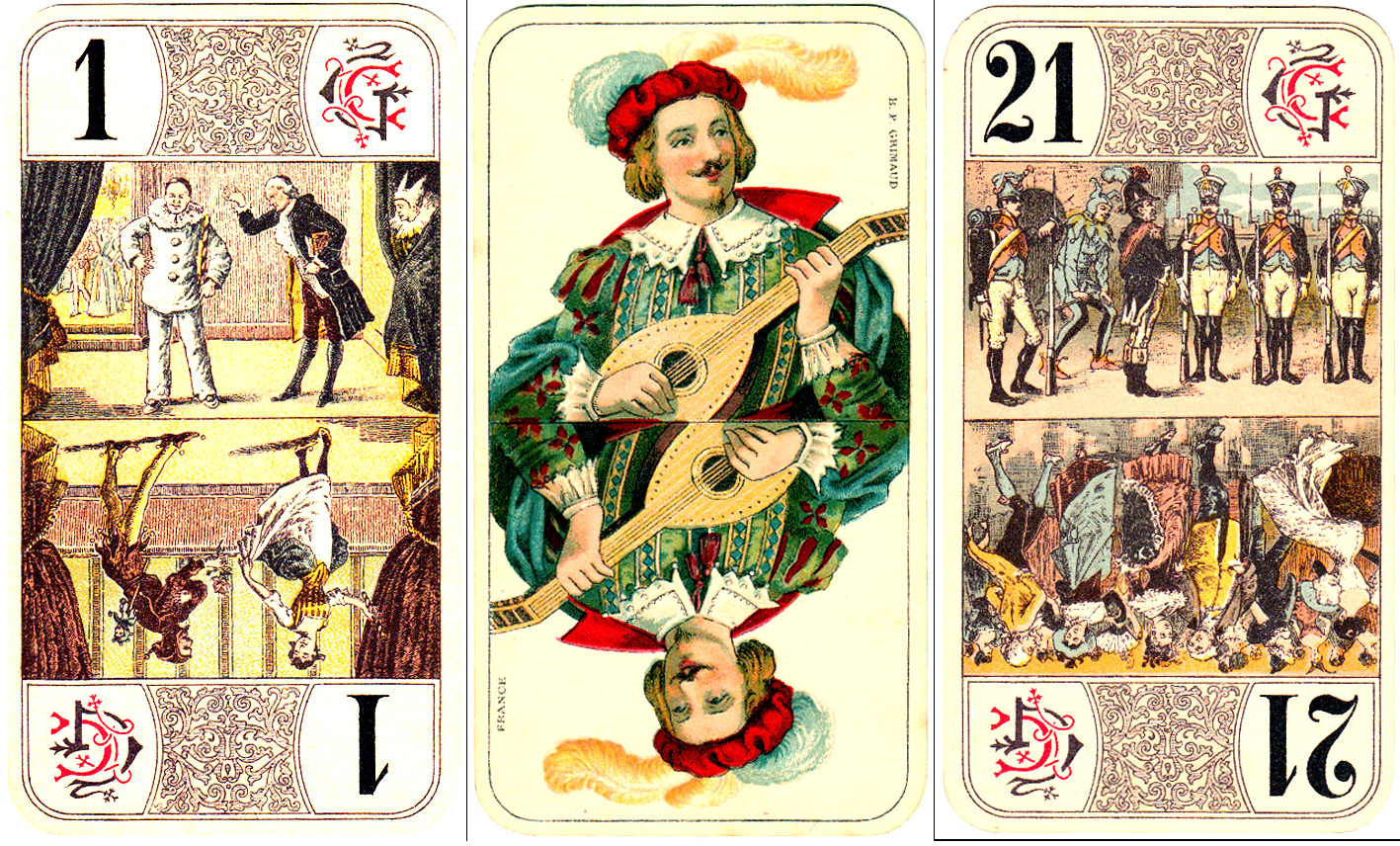
Les trois « bouts » du Tarot Nouveau vers 1910.

### Jeux allemands dérivés du tarot
Quelques jeux allemands à enseignes allemandes tels le Bauerntarock, le Württemberg Tarock et le Bayerische Tarock sont différents. Ce ne sont pas de vrais jeux de tarot, mais un type bavarois ou du Wurtemberg de jeux standard à enseignes allemandes avec seulement 36 cartes ; ces jeux comprennent les cartes de points de 6 à 10, le valet inférieur (Unter), le valet supérieur (Ober), le roi et l'as. Ceux-ci fonctionnent sur le principe as-dix, comme la belote ou le klaverjas, où l'as est le plus élevé suivi du 10, du roi, du valet supérieur (équivalent de la dame), du valet inférieur, puis de 9 à 6. Le cœur est la couleur d'atout par défaut. Le jeu bavarois est également utilisé pour jouer au Schafkopf en excluant les six. 

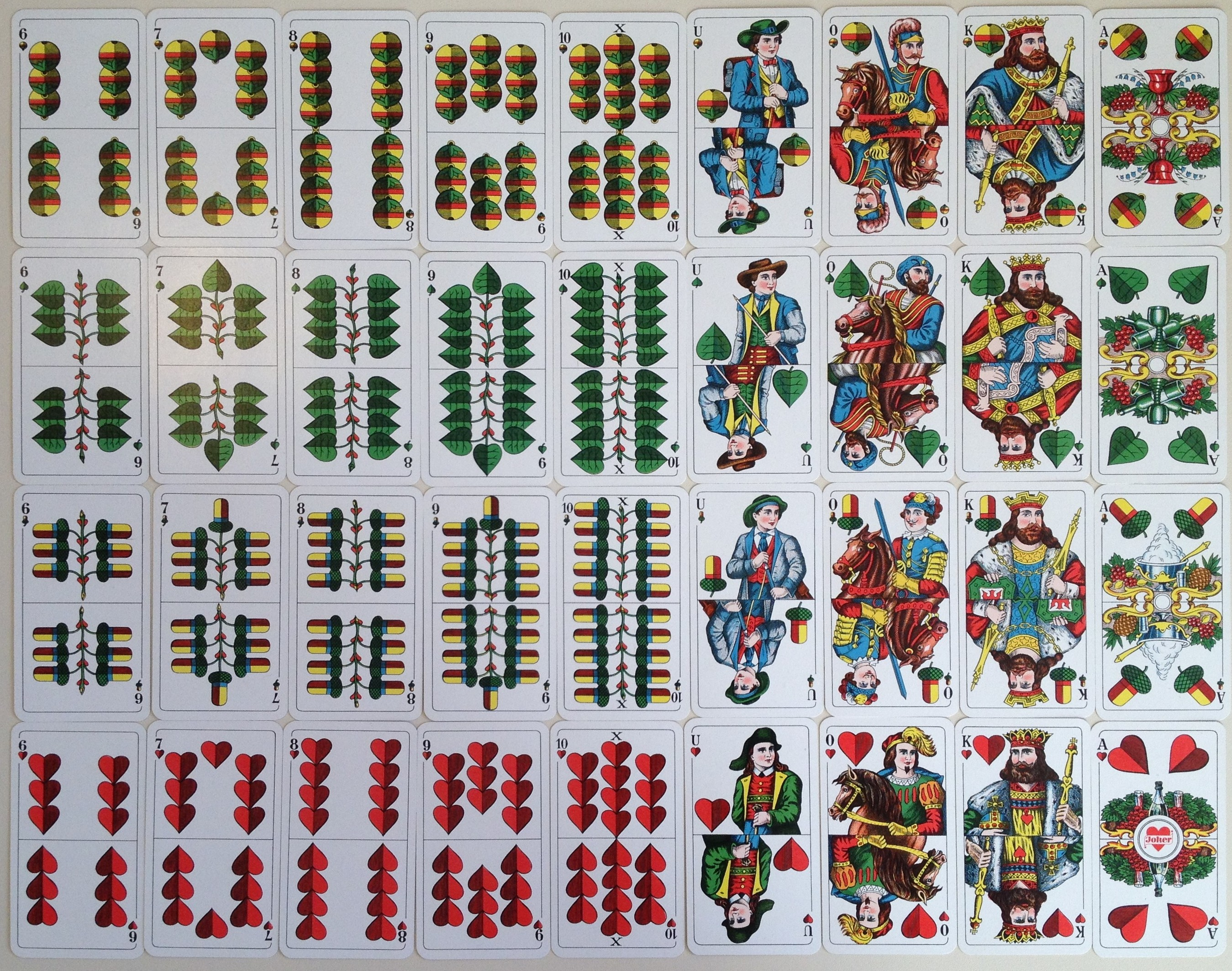
Cartes Tarock du Wurtemberg

## Lecture des cartes de tarot

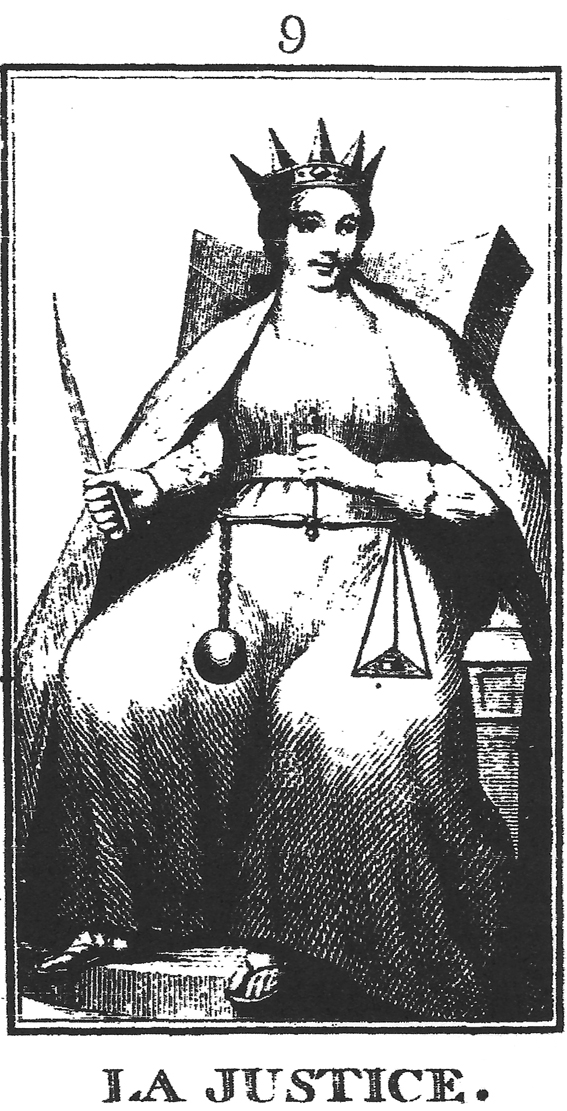
Un premier prototype du tarot d'Etteilla (1785). La carte de la Justice.

La première trace d'un jeu de tarot utilisé pour la cartomancie provient d'un manuscrit anonyme datant d'environ 1750 qui éclaircit les significations divinatoires rudimentaires des cartes du tarot bolonais (tarocchino bolognese),. La vulgarisation du tarot ésotérique a commencé avec Antoine Court et Etteilla (Jean-Baptiste Alliette) à Paris dans les années 1780, en utilisant le Tarot de Marseille. Les cartiers français abandonnèrent le tarot de Marseille au profit du Tarot Nouveau vers 1900, avec pour conséquence que les tarots de Marseille sont désormais majoritairement utilisés pour la cartomancie.

### Jeux de tarot à usage occultiste
Etteilla a été le premier à publier un jeu de tarot spécialement conçu à des fins occultistes et divinatoires en 1788. Conformément à la croyance infondée que ces cartes étaient dérivées d’un Livre de Thot, le tarot d'Etteilla contenait des thèmes liés à l'Égypte ancienne.
Le jeu de tarot de 78 cartes utilisé par les ésotéristes comprend deux parties distinctes: 
- Les Arcanes Majeurs (grands secrets), ou atouts, se composent de 22 cartes sans couleur. Ce sont les atouts des tarots traditionnels: 
  - Le bateleur, la grande prêtresse, l'impératrice, l'empereur, le pape, l'amoureux, le chariot, la justice, l'ermite, la roue de la fortune, la force, l'homme pendu, la mort, la tempérance, le diable, la tour, l'étoile, la lune, le soleil, le jugement, le monde et le fou. Les cartes du Magicien au Monde sont numérotées en chiffres romains de I à XXI, tandis que le Fou est la seule carte non numérotée, parfois placée au début du jeu comme 0, ou à la fin comme XXII.
- Les arcanes mineurs (petits secrets) se composent de 56 cartes, divisées en quatre couleurs de 14 cartes chacune : 
  - Dix cartes de points numérotées et quatre figures. Les figures sont le roi, la reine, le chevalier et le page (ou valet), dans chacune des quatre couleurs. Les couleurs des tarots italiens traditionnels sont : épées, bâtons, deniers et coupes ; cependant, dans les tarots occultistes modernes, les bâtons sont parfois appelée « baguettes », tandis que les deniers sont souvent appelées « pentacles » ou « disques ».

Les termes « arcanes majeurs » et « arcanes mineurs » ont été utilisés pour la première fois par Jean-Baptiste Pitois (également connu sous le nom de Paul Christian) et ne sont jamais utilisés en relation avec les jeux de cartes de tarot. Certains jeux existent principalement en tant qu'œuvres d'art, et ces jeux artistiques ne contiennent parfois que les 22 arcanes majeurs.
Les trois jeux les plus couramment utilisés dans le tarot ésotérique sont le Tarot de Marseille, le jeu de tarot Rider-Waite-Smith et le jeu de tarot Thoth.
Aleister Crowley, qui a conçu le jeu de cartes Thoth avec Lady Frieda Harris, a déclaré à propos du Tarot: « L'origine de ce jeu de cartes est très obscure. Certaines autorités cherchent à la faire remonter jusqu'aux anciens mystères égyptiens; d'autres essaient de le faire avancer aussi tard que le XVe siècle ou même le XVIe siècle... [mais] La seule théorie de l'intérêt ultime sur le Tarot est qu'il s'agit d'une admirable image symbolique de l'Univers, basée sur les données de la Kabbale ».

## Voir également